# Perdita clarifacies
Perdita clarifacies är en biart som beskrevs av Cockerell 1923. Perdita clarifacies ingår i släktet Perdita och familjen grävbin. Inga underarter finns listade i Catalogue of Life.